# Mieczysław Aszkiełowicz
Mieczysław Aszkiełowicz (Olsztyn; 12 de Janeiro de 1957 —) é um político da Polónia. Ele foi eleito para a Sejm em 25 de Setembro de 2005 com 5892 votos em 35 no distrito de Olsztyn, candidato pelas listas do partido Samoobrona Rzeczpospolitej Polskiej.
Ele também foi membro da Sejm 2001-2005.